# Puchar Zdobywców Pucharów w piłce siatkowej (1990/1991)
Puchar Zdobywców Pucharów w piłce siatkowej 1990/1991 (oficjalna nazwa: CEV Cup Winners' Cup 1990/1991) – 19. edycja Pucharu Zdobywców Pucharów zorganizowana przez Europejską Konfederację Piłki Siatkowej (CEV) w ramach europejskich pucharów. Zainaugurowana została 3 listopada 1990 roku.
W Pucharze Zdobywców Pucharów w sezonie 1990/1991 uczestniczyły 24 drużyny. Rozgrywki składały się z I rundy, 1/8 finału, ćwierćfinałów oraz turnieju finałowego. W I rundzie i 1/8 finału drużyny rywalizowały w parach, a o awansie decydował dwumecz. W ćwierćfinałach zespoły podzielone zostały na dwie grupy, w których rozegrały ze sobą po dwa mecze. Po dwie najlepsze drużyny z obu grup awansowały do turnieju finałowego.
Turniej finałowy odbył się w dniach 2-3 marca 1991 roku w Palma de Mallorca. W ramach turnieju finałowego odbyły się półfinały, mecz o 3. miejsce i finał. Po raz pierwszy Puchar Zdobywców Pucharów zdobył klub Gabeca Montichiari, który w finale pokonał Awtomobilist Leningrad. Trzecie miejsce zajął AS Fréjus.
Puchar Zdobywców Pucharów był drugim w hierarchii europejskich pucharów turniejem w sezonie 1990/1991 po Pucharze Europy Mistrzów Krajowych.

## Drużyny uczestniczące
| Państwo        | Drużyna                 |
| -------------- | ----------------------- |
| Albania        | 17 Nëntori Tirana       |
| Austria        | Hypo VBK Klagenfurt     |
| Belgia         | Knack Roeselare         |
| Bułgaria       | Sławia Sofia            |
| Czechosłowacja | Aero Odolena Voda       |
| Finlandia      | Varkauden Tarmo         |
| Francja        | AS Fréjus               |
| Grecja         | Panathinaikos AO        |
| Hiszpania      | CV Palma                |
| Holandia       | Normis Orion Doetinchem |
| Izrael         | Hapoel Bat Jam          |
| Jugosławia     | Crvena zvezda Belgrad   |
| Luksemburg     | VC Mamer                |
| Norwegia       | Båtsfjord SK            |
| NRD            | SC Traktor Schwerin     |
| Portugalia     | SL Benfica              |
| RFN            | TSV Milbertshofen       |
| Rumunia        | Dinamo Bukareszt        |
| Szwajcaria     | Lausanne UC             |
| Szwecja        | Kungälvs VBK            |
| Turcja         | Ziraat Bankası          |
| Węgry          | Csepel SC               |
| Włochy         | Gabeca Montichiari      |
| ZSRR           | Awtomobilist Leningrad  |

## Rozgrywki

### I runda
| Data                                   | Drużyna 1             | Wynik | Drużyna 2               | 1     | 2     | 3     | 4     | 5     | *      |
| -------------------------------------- | --------------------- | ----- | ----------------------- | ----- | ----- | ----- | ----- | ----- | ------ |
| 3.11.1990                              | Crvena zvezda Belgrad | 3:0   | Hypo VBK Klagenfurt     | 15:1  | 15:2  | 15:8  |       |       | raport |
| 10.11.1990                             | Crvena zvezda Belgrad | 3:0   | Hypo VBK Klagenfurt     | 15:5  | 15:6  | 15:6  |       |       | raport |
| 3.11.1990                              | Csepel SC             | 0:3   | TSV Milbertshofen       | 8:15  | 8:15  | 11:15 |       |       | raport |
| 10.11.1990                             | Csepel SC             | 0:3   | TSV Milbertshofen       | 7:15  | 3:15  | 1:15  |       |       | raport |
| 3.11.1990                              | 17 Nëntori Tirana     | 3:0   | Lausanne UC             | 17:15 | 15:10 | 15:6  |       |       | raport |
| 10.11.1990                             | 17 Nëntori Tirana     | 0:3   | Lausanne UC             | 12:15 | 13:15 | 13:15 |       |       | raport |
| 3.11.1990                              | Sławia Sofia          | 3:0   | Normis Orion Doetinchem | 15:11 | 15:11 | 15:3  |       |       | raport |
| 10.11.1990                             | Sławia Sofia          | 1:3   | Normis Orion Doetinchem | 15:13 | 11:15 | 4:15  | 9:15  |       | raport |
| 3.11.1990                              | Hapoel Bat Jam        | 0:3   | Knack Roeselare         | 4:15  | 2:15  | 7:15  |       |       | raport |
| 10.11.1990                             | Hapoel Bat Jam        | 0:3   | Knack Roeselare         | 5:15  | 7:15  | 5:15  |       |       | raport |
| 3.11.1990                              | SC Traktor Schwerin   | 3:2   | Ziraat Bankası          | 15:9  | 13:15 | 15:3  | 10:15 | 15:12 | raport |
| 10.11.1990                             | SC Traktor Schwerin   | 3:2   | Ziraat Bankası          | 13:15 | 15:12 | 4:15  | 15:11 | 15:10 | raport |
| 3.11.1990                              | SL Benfica            | 3:0   | VC Mamer                | 15:4  | 15:4  | 15:7  |       |       | raport |
| 10.11.1990                             | SL Benfica            | 3:1   | VC Mamer                | 14:16 | 15:5  | 15:7  | 15:10 |       | raport |
| 3.11.1990                              | Kungälvs VBK          | 3:0   | Båtsfjord SK            | 15:7  | 15:5  | 15:8  |       |       | raport |
| 10.11.1990                             | Kungälvs VBK          | 3:0   | Båtsfjord SK            | 15:2  | 15:8  | 15:12 |       |       | raport |
| Po lewej gospodarze pierwszych meczów. |                       |       |                         |       |       |       |       |       |        |

### 1/8 finału
| Data                                   | Drużyna 1             | Wynik | Drużyna 2              | 1     | 2     | 3     | 4     | 5    | *      |
| -------------------------------------- | --------------------- | ----- | ---------------------- | ----- | ----- | ----- | ----- | ---- | ------ |
| 1.12.1990                              | Dinamo Bukareszt      | 2:3   | Gabeca Montichiari     | 7:15  | 15:13 | 15:13 | 8:15  | 9:15 | raport |
| 8.12.1990                              | Dinamo Bukareszt      | 0:3   | Gabeca Montichiari     | 5:15  | 8:15  | 4:15  |       |      | raport |
| 1.12.1990                              | Crvena zvezda Belgrad | 3:1   | Awtomobilist Leningrad | 15:3  | 15:12 | 7:15  | 15:12 |      | raport |
| 8.12.1990                              | Crvena zvezda Belgrad | 1:3   | Awtomobilist Leningrad | 6:15  | 16:14 | 6:15  | 4:15  |      | raport |
| 1.12.1990                              | TSV Milbertshofen     | 3:0   | 17 Nëntori Tirana      | 15:2  | 15:5  | 15:5  |       |      | raport |
| 8.12.1990                              | TSV Milbertshofen     | 3:1   | 17 Nëntori Tirana      | 15:2  | 16:14 | 5:15  | 15:8  |      | raport |
| 1.12.1990                              | Sławia Sofia          | 0:3   | CV Palma               | 4:15  | 12:15 | 3:15  |       |      | raport |
| 8.12.1990                              | Sławia Sofia          | 0:3   | CV Palma               | 1:15  | 6:15  | 9:15  |       |      | raport |
| 1.12.1990                              | Varkauden Tarmo       | 3:0   | Knack Roeselare        | 15:11 | 15:9  | 15:6  |       |      | raport |
| 8.12.1990                              | Varkauden Tarmo       | 0:3   | Knack Roeselare        | 12:15 | 7:15  | 4:15  |       |      | raport |
| 1.12.1990                              | AS Fréjus             | 3:0   | SC Traktor Schwerin    | 15:9  | 15:4  | 15:6  |       |      | raport |
| 8.12.1990                              | AS Fréjus             | 3:1   | SC Traktor Schwerin    | 15:10 | 13:15 | 15:9  | 15:6  |      | raport |
| 1.12.1990                              | Aero Odolena Voda     | 0:3   | Panathinaikos AO       | 7:15  | 14:16 | 12:15 |       |      | raport |
| 8.12.1990                              | Aero Odolena Voda     | 0:3   | Panathinaikos AO       | 13:15 | 10:15 | 13:15 |       |      | raport |
| 1.12.1990                              | SL Benfica            | 3:0   | Kungälvs VBK           | 15:11 | 15:6  | 15:9  |       |      | raport |
| 8.12.1990                              | SL Benfica            | 1:3   | Kungälvs VBK           | 15:7  | 10:15 | 4:15  | 4:15  |      | raport |
| Po lewej gospodarze pierwszych meczów. |                       |       |                        |       |       |       |       |      |        |

### Ćwierćfinały
awans do półfinału

#### Grupa A
Tabela
| Lp. | Drużyna                | Pkt | Mecze | Mecze | Mecze | Sety | Sety | Sety  | Małe punkty | Małe punkty | Małe punkty |
| Lp. | Drużyna                | Pkt | M     | W     | P     | wyg. | prz. | ratio | zdob.       | str.        | ratio       |
| --- | ---------------------- | --- | ----- | ----- | ----- | ---- | ---- | ----- | ----------- | ----------- | ----------- |
| 1   | Gabeca Montichiari     | 10  | 6     | 4     | 2     | 14   | 10   | 1.400 | 302         | 284         | 1.063       |
| 2   | Awtomobilist Leningrad | 10  | 6     | 4     | 2     | 15   | 11   | 1.364 | 320         | 319         | 1.003       |
| 3   | TSV Milbertshofen      | 9   | 6     | 3     | 3     | 11   | 12   | 0.917 | 274         | 283         | 0.968       |
| 4   | CV Palma               | 7   | 6     | 1     | 5     | 8    | 15   | 0.533 | 289         | 299         | 0.967       |

Źródło: 
Zasady ustalania kolejności: 1. liczba zdobytych punktów; 2. wyższy stosunek setów; 3. wyższy stosunek małych punktów.
Punktacja: zwycięstwo – 2 pkt; porażka – 1 pkt
Wyniki spotkań
| Data       | Drużyna 1              | Wynik | Drużyna 2              | 1     | 2     | 3     | 4     | 5     | *      |
| ---------- | ---------------------- | ----- | ---------------------- | ----- | ----- | ----- | ----- | ----- | ------ |
| 9.01.1991  | TSV Milbertshofen      | 3:2   | Awtomobilist Leningrad | 15:8  | 11:15 | 15:10 | 13:15 | 15:9  | raport |
| 9.01.1991  | CV Palma               | 1:3   | Gabeca Montichiari     | 15:5  | 13:15 | 13:15 | 10:15 |       | raport |
| 16.01.1991 | Awtomobilist Leningrad | 3:2   | Gabeca Montichiari     | 6:15  | 15:12 | 15:5  | 13:15 | 15:12 | raport |
| 16.01.1991 | TSV Milbertshofen      | 3:1   | CV Palma               | 15:13 | 15:5  | 14:16 | 15:13 |       | raport |
| 23.01.1991 | CV Palma               | 2:3   | Awtomobilist Leningrad | 12:15 | 7:15  | 15:12 | 15:7  | 13:15 | raport |
| 23.01.1991 | Gabeca Montichiari     | 0:3   | TSV Milbertshofen      | 15:17 | 9:15  | 2:15  |       |       | raport |
| 6.02.1991  | Awtomobilist Leningrad | 3:0   | CV Palma               | 15:12 | 15:12 | 15:11 |       |       | raport |
| 6.02.1991  | TSV Milbertshofen      | 1:3   | Gabeca Montichiari     | 15:9  | 5:15  | 11:15 | 6:15  |       | raport |
| 13.02.1991 | Awtomobilist Leningrad | 3:1   | TSV Milbertshofen      | 15:6  | 15:11 | 7:15  | 15:5  |       | raport |
| 13.02.1991 | Gabeca Montichiari     | 3:1   | CV Palma               | 11:15 | 15:10 | 15:13 | 15:9  |       | raport |
| 20.02.1991 | Gabeca Montichiari     | 3:1   | Awtomobilist Leningrad | 12:15 | 15:6  | 15:7  | 15:10 |       | raport |
| 20.02.1991 | CV Palma               | 3:0   | TSV Milbertshofen      | 17:16 | 15:5  | 15:4  |       |       | raport |

#### Grupa B
Tabela
| Lp. | Drużyna          | Pkt | Mecze | Mecze | Mecze | Sety | Sety | Sety  | Małe punkty | Małe punkty | Małe punkty |
| Lp. | Drużyna          | Pkt | M     | W     | P     | wyg. | prz. | ratio | zdob.       | str.        | ratio       |
| --- | ---------------- | --- | ----- | ----- | ----- | ---- | ---- | ----- | ----------- | ----------- | ----------- |
| 1   | Knack Roeselare  | 11  | 6     | 5     | 1     | 17   | 6    | 2.833 | 304         | 229         | 1.328       |
| 2   | AS Fréjus        | 10  | 6     | 4     | 2     | 14   | 7    | 2.000 | 277         | 229         | 1.210       |
| 3   | Panathinaikos AO | 9   | 6     | 3     | 3     | 9    | 12   | 0.750 | 228         | 268         | 0.851       |
| 4   | SL Benfica       | 6   | 6     | 0     | 6     | 3    | 18   | 0.167 | 216         | 299         | 0.722       |

Źródło: 
Zasady ustalania kolejności: 1. liczba zdobytych punktów; 2. wyższy stosunek setów; 3. wyższy stosunek małych punktów.
Punktacja: zwycięstwo – 2 pkt; porażka – 1 pkt
Wyniki spotkań
| Data       | Drużyna 1        | Wynik | Drużyna 2        | 1     | 2     | 3     | 4     | 5     | *      |
| ---------- | ---------------- | ----- | ---------------- | ----- | ----- | ----- | ----- | ----- | ------ |
| 9.01.1991  | SL Benfica       | 1:3   | Knack Roeselare  | 9:15  | 15:3  | 11:15 | 12:15 |       | raport |
| 9.01.1991  | Panathinaikos AO | 0:3   | AS Fréjus        | 10:15 | 4:15  | 15:17 |       |       | raport |
| 16.01.1991 | Knack Roeselare  | 3:0   | AS Fréjus        | 15:6  | 15:8  | 15:3  |       |       | raport |
| 16.01.1991 | SL Benfica       | 1:3   | Panathinaikos AO | 8:15  | 16:14 | 10:15 | 13:15 |       | raport |
| 23.01.1991 | Panathinaikos AO | 3:2   | Knack Roeselare  | 5:15  | 15:10 | 13:15 | 15:9  | 15:9  | raport |
| 23.01.1991 | AS Fréjus        | 3:0   | SL Benfica       | 15:9  | 15:8  | 15:10 |       |       | raport |
| 6.02.1991  | AS Fréjus        | 2:3   | Knack Roeselare  | 10:15 | 12:15 | 15:9  | 15:8  | 14:16 | raport |
| 6.02.1991  | Panathinaikos AO | 3:0   | SL Benfica       | 15:9  | 15:5  | 15:12 |       |       | raport |
| 13.02.1991 | Knack Roeselare  | 3:0   | Panathinaikos AO | 15:5  | 15:5  | 15:6  |       |       | raport |
| 13.02.1991 | SL Benfica       | 1:3   | AS Fréjus        | 15:11 | 8:15  | 12:15 | 14:16 |       | raport |
| 20.02.1991 | Knack Roeselare  | 3:0   | SL Benfica       | 15:6  | 15:7  | 15:7  |       |       | raport |
| 20.02.1991 | AS Fréjus        | 3:0   | Panathinaikos AO | 15:5  | 15:4  | 15:7  |       |       | raport |

### Turniej finałowy
Miejsce:  Palma de Mallorca

#### Półfinał
| Data      | Drużyna 1              | Wynik | Drużyna 2       | 1     | 2     | 3     | 4    | 5     | *      |
| --------- | ---------------------- | ----- | --------------- | ----- | ----- | ----- | ---- | ----- | ------ |
| 2.03.1991 | Awtomobilist Leningrad | 3:0   | Knack Roeselare | 16:14 | 15:5  | 15:6  |      |       | raport |
| 2.03.1991 | Gabeca Montichiari     | 3:2   | AS Fréjus       | 11:15 | 16:14 | 15:12 | 5:15 | 15:11 | raport |

#### Mecz o 3. miejsce
| Data      | Drużyna 1       | Wynik | Drużyna 2 | 1     | 2     | 3     | 4     | 5 | *      |
| --------- | --------------- | ----- | --------- | ----- | ----- | ----- | ----- | - | ------ |
| 3.03.1991 | Knack Roeselare | 1:3   | AS Fréjus | 17:16 | 10:15 | 13:15 | 14:16 |   | raport |

#### Finał
| Data      | Drużyna 1              | Wynik | Drużyna 2          | 1    | 2     | 3     | 4    | 5 | *      |
| --------- | ---------------------- | ----- | ------------------ | ---- | ----- | ----- | ---- | - | ------ |
| 3.03.1991 | Awtomobilist Leningrad | 1:3   | Gabeca Montichiari | 6:15 | 16:14 | 10:15 | 2:15 |   | raport |

## Klasyfikacja końcowa
| Miejsce | Drużyna                |
| ------- | ---------------------- |
| 1.      | Gabeca Montichiari     |
| 2.      | Awtomobilist Leningrad |
| 3.      | AS Fréjus              |
| 4.      | Knack Roeselare        |
| Źródło: |                        |